# Arzèn
Arzèn (àrab Arzan, armeni Ardzen o Arzn, siríac Arzon) fou una ciutat de l'Àsia occidental a la riba del riu Arzan Su (clàssic Nikephorion, modern Garzan Su), afluent del Tigris, i prop d'un llac de nom també Arzèn, i al costat de Mayyafarikin.
Fou capital de l'Arzanene. A l'alta edat mitjana era seu d'un bisbat sirià. El 640 fou ocupada per Iyad ibn Ghanm i el territori va formar part de la província califal de Djazira, i més tard de la del Diyar Bakr. Era administrada juntament amb Mayafarikkin situada una mica a l'oest, i el producte de les dues comarques sota els abbàssides era de 4.100.000 dinars.
Als segles VIII i IX fou capital de l'emirat d'Arzèn (813-898) vinculat a la dinastia armènia per enllaços matrimonials i sovint per vassallatge. Va passar llavors als shaybànides del Diyar Bakr (898-899) i va retornar al govern de la província sota governadors dels califes; els hamdànides, com a governadors quasi permanents després del 905, en van assolir el control total excepte per breus períodes (especialment 929-939 i 935-936). Vers el 940 fou residència dels hamdànides Nasir al-Dawla Hasan ben Abul Haydja Abd Allah ben Hamdan i Sayf al-Dawla Ali ben Abul Haydja Abd Allah ben Hamdan durant la seva expedició contra Armènia i en aquest temps fou amenaçada pels ikhxídides d'Egipte. El 942 la van ocupar els romans d'Orient i la van saquejar però els hamdànides la van recuperar. A la segona meitat del segle x va passar als marwànides. A finals del segle xi un cap turcman es va crear una senyoria o emirat que al cap d'uns anys estava en l'òrbita dels ortúkides. A finals del segle xii estava en poder dels Shah-i-Armin; ocupada breument pel xa de Coràsmia Djalal al Din Manguberti vers el 1225, el 1231 va passar als mongols i fou destruïda i finalment inclosa en l'imperi Il-kan quan sembla que ja estava en runes. Va passar al segle xiv als Kara Koyunlu, i a Tamerlà, i al segle xv als Ak Koyunlu i després als otomans; encara forma part de Turquia. Les seves ruïnes foren identificades el per J. G. Taylos el 1865.